# Внешняя политика Аргентины
Внешняя политика Аргентины — общий курс Аргентины в международных делах. Внешняя политика регулирует отношения Аргентины с другими государствами. Реализацией этой политики занимается министерство иностранных дел Аргентины.

## История
Внешнеполитические приоритеты Аргентины сосредоточены на расширении регионального сотрудничества, в том числе участие в торговом блоке Меркосур и Союзе южноамериканских наций. Аргентина является членом Организации Объединённых Наций, с 2008 по 2011 год председательствовала в Совете ООН по правам человека. В 2011 года аргентинские власти направили около 700 миротворцев в Республику Гаити в рамках Миссии ООН по стабилизации. Аргентина входит в состав Международного агентства по атомной энергии и придерживается принципа нераспространения ядерного оружия. Аргентина играет активную роль на международной арене по вопросам соблюдения прав человека, устойчивого развития и торговли. Вооружённые силы Аргентины принимали участие в миротворческих операциях ООН на Кипре, в Косово, на Ближнем Востоке и на Гаити, а также в Дарфуре. Аргентина является членом Группы Рио, Всемирной организации здравоохранения, Международной организации труда, Международной морской организации, Intelsat и Inmarsat. Аргентина ратифицировала Договор об Антарктике (секретариат организации располагается в Буэнос-Айресе).
Президент Аргентины Нестор Киршнер руководствовался внутренней политической ситуацией в стране при ведении международных дел. Так, Нестор Киршнер занял жесткую позицию по поводу целлюлозно-бумажных комбинатов Уругвая из-за того, что они располагаются вдоль границы с Аргентиной и ухудшают экологическую обстановку. Нестор Киршнер позволял себе резко критиковать политику США, в частности во время выступления на Саммите Америк в Мар-дель-Плате для того, чтобы получить поддержку общественности и левого электората. Нестор Киршнер занял принципиальную позицию во время переговоров по долгам частного сектора Аргентины, а также критиковал иностранные компании, приватизировавшие крупные предприятия в 1990-х годах, что привело к негативной реакции зарубежных инвесторов, но пользовались популярностью у аргентинской общественности. В 2005 году президент Аргентины Нестор Киршнер распорядился сократить экспорт газа в Чили для покрытия дефицита внутреннего рынка, несмотря на наличие действующих контрактов между странами.
Президент Аргентины Нестор Киршнер не отличался мастерством ведения дипломатии и часто нарушал протокол ведения мероприятий, что приводило к разного рода казусам. В июне 2004 года президент России Владимир Путин прибыл в аэропорт Москвы для встречи Нестора Киршнера, который однако не прилетел в назначенное время. По слухам, жена президента Аргентины Кристина Киршнер решила задержаться в Праге для шоппинга, что и стало причиной срыва встречи Нестора Киршнера с Путиным. Правительство Аргентины сделало официальное заявление, что плохая погода стала причиной задержки авиарейсов, но прогноз погоды передавал данные о ясном солнечном дне в небе над Чехией. В 2004 году президент Нестор Киршнер не принял участие в государственном ужине, который был организован по случаю визита вьетнамского президента Чана Дыка Лыонга. В марте 2006 года Нестор Киршнер не явился на прием в честь государственного визита королевы Беатрис из Нидерландов. Нестор Киршнер также никогда не назначал новых послов, несмотря на то, что это были его прямые обязанности, передав полномочия вице-президенту Даниэлю Сиоли.
Аргентина является членом регионального торгового союза Меркосур, созданного в 1991 году, целью которого является устранение барьеров по торговле между его членами. Меркосур является четвертым по величине в мире торговым блоком и вторым по величине в Северной и Южной Америке после Североамериканской зоны свободной торговли (НАФТА) с общим населением около 200 миллионов человек. Товарооборот между Аргентиной и другими членами (Бразилия, Уругвай, Парагвай и Венесуэла) значительно увеличились за последние 5 лет. Спор между Аргентиной и Уругваем насчет целлюлозно-бумажных комбинатов на реке Уругвай способствовал усилению напряжённости между странами. В апреле 2010 года Международный Суд ООН принял к рассмотрению иск Аргентины против Уругвая, согласно требованиям которого уругвайская сторона должна была закрыть производство. Президент Уругвая Хосе Мухика вскоре после этого заявил, что восстановление хороших отношений с Аргентиной является одним из приоритетов его внешней политики.
Аргентина имеет давние исторические связи с Великобританией. В XIX веке британские компании сыграли важную роль в коммерческом развитии Аргентины. Железные дороги, завод по переработке пищевых продуктов и прочие проекты развивались при участии британских компаний. Широкий ассортимент товаров из Великобритании поставлялся  в Аргентину, а аргентинская продукция в больших объёмах поступала на британский рынок. В 1982 году отношения были разорваны после начала войны за Фолклендские острова, в которой одержали победу британские вооружённые силы. В 1990 году страны восстановили дипломатические отношения. Британское правительство считает Фолклендские острова своей территорией и готово пересмотреть их статус только в том случае, если будет подобное волеизъявление со стороны жителей островов. В 2008 году Аргентину посетило около 37 000 туристов из Великобритании, число которых увеличилось на 16 % за пять лет.
22 ноября 2015 года на выборах президента Аргентины победил кандидат от оппозиции Маурисио Макри, который обещал перестроить внешнеполитическую ориентацию Аргентины с Венесуэлы и Ирана на США. Он также заявил, что займет более спокойную позицию по отношению к Великобритании из-за Фолклендских островах. В отличие от своих предшественников Маурисио Макри занял гораздо более критическую позицию по отношению к Венесуэле и другим социалистическим-популистским правительствам в регионе. Маурисио Макри заявил, что Аргентина настроена добиться более тесных связей с Мексикой, Колумбией, Перу и Чили. В ходе президентских дебатов 15 ноября 2015 года с кандидатом в президенты Даниэлем Сиоли, поддержанным правительством, Маурисио Макри сказал, что он потребует приостановления членства Венесуэлы в Меркосуре за несоблюдение демократических принципов. Маурисио Макри изменил политику страны и по отношению к Соединенным Штатам Америки, выступив за установление более тесных и взаимовыгодных отношений с этой страной. Кроме того, он заявил, что намерен расширять партнерство с Китаем и Россией. Маурисио Макри включал в число приоритетных стран для партнерства, в том числе: Японию, Австралию и Республику Корея. Маурисио Макри стремился максимально диверсифицировать политические связи, избегая избыточной зависимости от одного союзника или идеологического блока, как пример альянса АЛБА, который по его мнению может подорвать аргентинский суверенитет.

## Внешние ссылки
- Аргентина нуждается в "геополитическом кислороде". Буэнос-Айрес договаривается с МВФ и укрепляет связи с Москвой и Пекином // НВО НГ, 1.02.2022
- Внешняя политика Аргентины на globalsecurity.org (англ.)